# موز غولدفينغر
موز غولدفينغر (بالإنجليزية: Goldfinger banana) هو صنف هجين من الموز تم تطويره في هندوراس من قِبل مؤسسة هندوراس للأبحاث الزراعية (FHIA). يُعرف الموز باسم FHIA-01 ويمتاز بمقاومته العالية للأمراض، وقد تم تطويره تحديدًا ليكون مقاومًا لـ"مرض بنما" والآفات الأخرى التي تضر بأنواع الموز التقليدية.

## التطوير
تم تطوير موز غولدفينغر عبر عملية تهجين جمعت بين سلالات من Musa acuminata وMusa balbisiana. كان الهدف الأساسي من تطوير هذا الصنف هو إيجاد بديل مستدام وأكثر مقاومة للأمراض لصنف موز كافنديش الشائع عالميًا.

## الخصائص
يتميز موز غولدفينغر بحجم ثمار متوسط إلى كبير مع قشرة سميكة نسبيًا تساعد في حمايته خلال النقل. الثمرة حلوة المذاق وذات قوام جيد، ويكون لون القشرة أصفر داكنًا عند النضج الكامل.

## المقاومة للأمراض
يمتاز موز غولدفينغر بمقاومة ممتازة لعدة أمراض، منها:
- مرض بنما (Panama disease)
- مرض السِّيجاتوكا الأسود (Black Sigatoka)

تم تقييم الصنف في عدد من البلدان الاستوائية وأثبت نجاحه في مقاومة هذه الأمراض بشكل أفضل من أصناف الموز التقليدية الأخرى.

## الاستخدامات
يستخدم موز غولدفينغر بشكل أساسي للأكل الطازج، ولكن يمكن استخدامه أيضًا في الطبخ والتحضير في وصفات الحلويات، نظرًا لقوامه المتماسك والطعم الحلو الذي يمتاز به.

## الانتشار
تم اعتماد موز غولدفينغر وزراعته في بلدان متعددة بما في ذلك هندوراس، أستراليا، وبعض البلدان في أفريقيا وآسيا، كبديل محتمل للأصناف الأخرى الأقل مقاومة للأمراض.